# Jarno Kultanen
Jarno Kultanen (Luumäki, 8 gennaio 1973) è un dirigente sportivo, allenatore di hockey su ghiaccio ed ex hockeista su ghiaccio finlandese.

## Biografia
Nella sua carriera ha giocato perlopiù nei campionati finlandesi. Nel massimo campionato, la Liiga, ha vestito le maglie di KalPa (1994-1996), HIFK (1996-2000 e 2003-2004), vincendo con questi un titolo (1997-1998), e Espoo Blues (ultima parte della stagione 2008-2009); nella seconda serie ha invece giocato a più riprese con il KooKoo, nelle cui giovanili era cresciuto hockeisticamente.
Nel mezzo, ha disputato tre stagioni (2000-2003) in NHL coi Boston Bruins, sebbene nell'ultima stagione abbia giocato quasi unicamente con la squadra satellite dei Providence Bruins in American Hockey League.
Dopo il ritiro nel 2010 è rimasto nella compagine del KooKoo, dapprima come allenatore (ha allenato l'Under-20 ed è stato assistente allenatore della prima squadra), poi come direttore sportivo: durante la sua gestione la squadra è stata promossa, al termine della stagione 2014-2015, in Liiga.

## Palmarès
Campionato finlandese: 1
HIFK: 1997-1998